# Condado de Lee (Iowa)
El condado de Lee (en inglés: Lee County, Iowa), fundado en 1836, es uno de los 99 condados del estado estadounidense de Iowa. En el año 2000 tenía una población de 38 052 habitantes con una densidad poblacional de 28 personas por km². La sede del condado es Fort Madison y Keokuk.

## Geografía
Según la Oficina del Censo, el condado tiene un área total de 1395 km² (538,6 mi²), de la cual 1340 km² (517,4 mi²) es tierra y 55 km² (21,2 mi²) es agua.

### Condados adyacentes
- Condado de Henry norte
- Condado de Des Moines Noreste
- Condado de Henderson, Illinois este
- Condado de Hancock, Illinois Sureste
- Condado de Clark, Misuri suroeste
- Condado de Van Buren oeste

## Demografía
En el 2000 la renta per cápita promedia del condado era de $36 193, y el ingreso promedio para una familia era de $42 658. El ingreso per cápita para el condado era de $18 430. En 2000 los hombres tenían un ingreso per cápita de $32 286 contra $21 821 para las mujeres. Alrededor del 9.70% de la población estaba bajo el umbral de pobreza nacional.
| 1900   | 1910   | 1920   | 1930   | 1940   | 1950   | 1960   | 1970   | 1980   | 1990   | 2000   |
| ------ | ------ | ------ | ------ | ------ | ------ | ------ | ------ | ------ | ------ | ------ |
| 39 719 | 36 702 | 39 676 | 41 268 | 41 074 | 43 102 | 44 207 | 42 996 | 43 106 | 38 687 | 38 052 |

## Lugares

### Ciudades
- Donnellson
- Fort Madison
- Franklin
- Houghton
- Keokuk
- Montrose
- St. Paul
- West Point

### Comunidades no incorporadas
- Argyle
- Denmark
- New Boston
- Pilot Grove
- Wever

### Principales carreteras
- U.S. Highway 61
- U.S. Highway 136
- U.S. Highway 218
- Carretera de Iowa 2
- Carretera de Iowa 16
- Carretera de Iowa 27